# Oroslavje
 Oroslavje  város és község Horvátországban Krapina-Zagorje megyében. Közigazgatásilag Andraševec, Krušljevo Selo, Mokrice és Stubička Slatina tartozik hozzá.

## Fekvése
Zágrábtól 21 km-re északra a Horvát Zagorje déli határán a megye déli részén fekszik. Neve a címerében ma is megtalálható sassal függ össze.

## Története
A település története szorosan kapcsolódik az oroslavjei kastélyhoz és az itt birtokos főnemesi családokhoz, főként a Vojkffy, Csikulin és Sermage családokhoz melyek máig mély nyomot hagytak történetében. Oroslavje első birtokként való említése 1209-ből II. András király adományleveléből származik, melyben Vratislav ispánt megerősíti birtokaiban. A rá vonatkozó szövegrész pontosan így szól: "predium iuxta Crapina nomine Cherniz", azaz "a Krapina menti Cserniznek nevezett birtok", mely "Tupliza", a mai Stubičke Toplice és a "Kammna" a mai Jamno patak említése alapján behatárolható. Oroslavje első név szerint történt említése a 15. század második feléből, 1477-ből egy tizedjegyzékből származik. 
A 14. századtól a szomszédvár-stubicai uradalom része volt, mely a 15. században történt kihalásukig az Acha (Aka) család birtoka volt. A birtok ezután a Hening családé és örököseiké volt, akik a 16. század 60-as éveiig voltak földesurai az uradalomnak. Ezt követően Oroslavje egyre nagyobb jelentőségű lett az uradalmi központhoz, Stubicához képest és rövidesen az uradalom gazdasági központja lett. 1549-ben az oroslavjei adózó jobbágyok száma 36 volt, míg a stubicai jobbágyoké csak 11. 1581-re számuk 46-ra emelkedett, háromszorosára a stubicai jobbágyokénak. Az 1573-as parasztfelkelés után a szomszédvár-stubicai uradalom fokozatosan szétesett, a folyamat a 17. század közepére fejeződött be. A szétaprózott birtokon a tulajdonos főnemesi családok kisebb uradalmakat szerveztek, Oroslavje is uradalmi központ lett. 1574-ben Oroslavje területén még csak két birtokos osztozott, 1598-ban már heten voltak a birtokosai (Nikola és Pavao Gregorijanec, Mallakóczy Miklós, Rátkay János és György, Túróczy Benedek és Zelniczey Pál akik birtokaikat főként a Hening-Teuffenbach család tagjaival való házasságok során szerezték. A 17. századtól a Vojković-Vojkffy és a Csikulin, a 18. század közepétől a Sermage család játszott nagy szerepet a település életében, melynek itt volt a birtokközpontja is. 

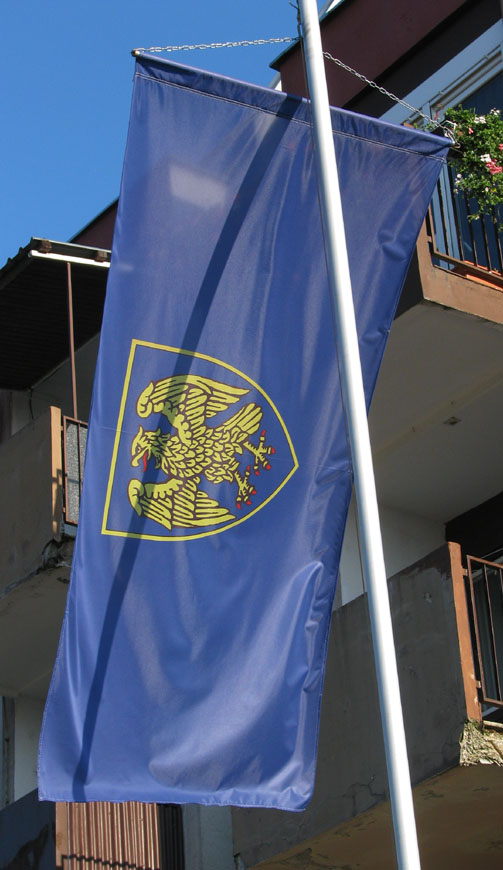
A város zászlaja

A Vojkffy család a 16. század végén érkezett a településre. Leghíresebb tagja Vojkffy II. János volt, aki a török elleni harcokban tett szolgálataiért III. Ferdinándtól 1655-ben kapott nemességet. A 17. század közepén kastélyt építtetett itt, melyhez kert, szőlőhegy és templom is tartozott. Valószínűleg utóbbi volt a Nagyboldogasszony plébániatemplom elődje, melyet az 1669-es egyházlátogatás említ először. 1719-ben az oroslavjei uradalomhoz csatolták a zaboki uradalmat is, melyet a Zaboky család kihalása után szereztek meg a Vojkffyak. Az így létrejött oroslavje-zaboki uradalmat még száz évig igazgatta a család, mely a 18. században élte fénykorát, mert 1763-ban grófi rangot kapott. Vojkffy Zsigmond aki  Mária Terézia udvari kamarása és a császári testőrség parancsnoka volt valószínűleg az 1770-es évektől az 1790-es évekig építette fel a ma is álló, díszkerttel övezett  alsó-oroslavjei főnemesi kastélyt. 
Az itáliai eredetű Csikulin család 1614-ben érkezett Oroslavjére. Csikulin Gyula 1599-től Zrínyi György jószágigazgatója volt és a 17. század elején vásárolta meg a szomszédvár-stubicei uradalom egy részét. Az utolsó Csikulin, János haláláig 1746-ig Oroslavje birtokközpontjuk volt. A francia eredetű Sermage család egy hosszú ideig tartó per után 1755-ben József Péternek a Csikulin leszármazott Moscon bárónővel kötött házassága révén lett a Csikulin birtokok örököse. Fia Péter kétszer nősült  és házasságai révén az ország egyik leggazdagabb családjává tette a Sermage családot. Ő építtette a barokk felső-oroslavjei kastélyt, amely sajnos nem áll már, mivel 1949-ben egy tűzvészben leégett. Helyén ma az Astra gyár épületei állnak. 1885-től a Vraniczany család tulajdona volt, akik megújíttatták és romantikus elemekkel bővítették. A két kastély képezte a 20. század elejéig a helyi társadalmi és gazdasági élet központját. Oroslavjén tartózkodott 1846-ban Liszt Ferenc is, amikor a közeli Zágrábban adott koncertet. Ignacije Jelačić plébános az 1770-es években a régi templom helyén kezdte felépítetni a mai Nagyboldogasszony plébániatemplomot, melyet a 19. században többször megújítottak és átépítettek. A település négyosztályos népiskolája 1862-ben nyílt meg. Oroslavje a Stubicai járás részeként 1900 körül formálódott önálló községgé.
A településnek 1857-ben 371, 1910-ben 760 lakosa volt. Trianonig Zágráb vármegye Stubicai járásához tartozott. A második világháború után Oroslavje ipari központtá fejlődött. Megnyílt az "Orometal" fémfeldolgozó, a "Birotehnik" elektronikai és az "Astra" bőrgyár. A textilipart az "Orokonfekcija" és az "Oroteks" gyárak képviselik. 1968-ban középiskola nyílt a településen, mely mára szakközépiskolává és gimnáziummá alakult. 1997-ben Oroslavje városi rangot kapott. 2001-ben 753 lakosa volt. 

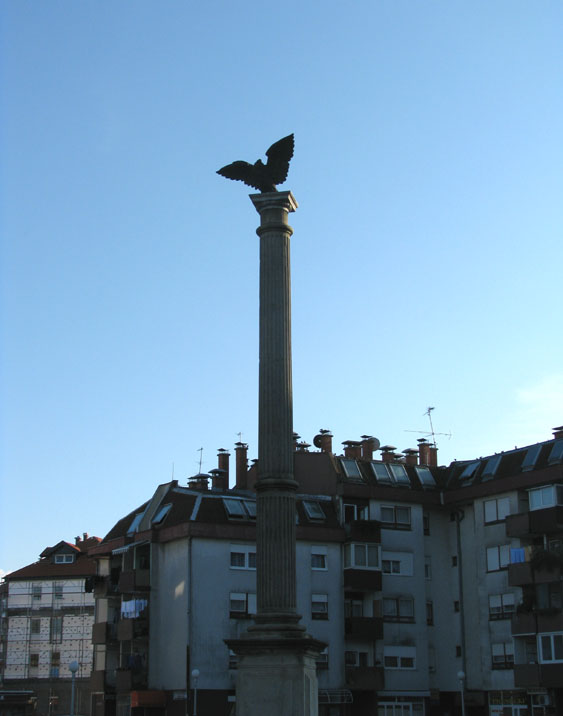
Oroslavje főtere a város jelképével a sasmadárral

## Nevezetességei
- A Nagyboldogasszony tiszteletére szentelt plébániatemploma[2] elődje egy 1652 körül épített templom volt, melyet 1669-ben említenek először. A mai templom az 1770-es években épült, 1941-ben plébániatemplom lett. A 19. században többször átépítették, mai formáját a 20. század elején nyerte el. Tabernákuluma felett látható a Nagyboldogasszony szobra ezüst koronával a fején a 18. században készült.

- Az alsó-oroslavjei Vojkffy-kastélyt[3] 1770 és 1790 között építtette Vojkffy Zsigmond aki  Mária Terézia udvari kamarása és a császári testőrség parancsnoka volt. 1897-ben Vojkffy János eladta és az Alsó-Magyarországi Hitelbank tulajdona lett. A birtokot ezután felparcellázták a helyi földművesek között. A kastély a Novakovich, az Orsich és a Turcsich családoké volt. 1920-ban Milan Prpić zágrábi nagyiparos a Preslica textilgyár tulajdonosa vásárolta meg és ide költözött családjával.

- A felső-oroslavjei Sermage-kastélyt Sermage Péter építtette a 18. század második felében. 1885-től a Vraniczany család tulajdona volt, akik megújíttatták és romantikus elemekkel bővítették. 1920-ban Milan Prpić zágrábi nagyiparos ezt is megvásárolta. 1949-ben egy tűzvészben égett le és nem építették újjá. Mára csak a kastély egykori pompás parkjának maradványai láthatók.

## Külső hivatkozások
- Hivatalos oldal
- A város információs portálja
- Az alapiskola honlapja